# Фторид платины(VI)
Фторид платины(VI) PtF6 (гексафторид платины) — химическое соединение платины и фтора. Платина в этом соединении находится в высшей степени окисления. Представляет собой тёмно-красные летучие кристаллы.

## Получение
{\displaystyle {\mathsf {Pt+3F_{2}\ \xrightarrow {200^{o}C,p} \ PtF_{6}}}}
{\displaystyle {\mathsf {2PtCl_{2}+5F_{2}\ {\xrightarrow {350^{o}C}}\ 2PtF_{5}+2Cl_{2}}}}
{\displaystyle {\mathsf {2PtF_{5}\ {\xrightarrow {130^{o}C}}\ PtF_{4}+PtF_{6}}}}

## Химические свойства
Один из сильнейших окислителей. 
При комнатной температуре способен окислить даже кислород с образованием гексафтороплатината(V) диоксигенила O2PtF6:
{\displaystyle {\mathsf {O_{2}+PtF_{6}\ \xrightarrow {} \ O_{2}^{+}[PtF_{6}]^{-}}}}
Энергично реагирует с водой:
{\displaystyle {\mathsf {2PtF_{6}+2H_{2}O\ \xrightarrow {} \ 2H_{2}[PtF_{6}]+O_{2}\uparrow }}}
Окисляет ксенон до соединения «XePtF6» (является смесью гексафтороплатинатов ксенона(II)). 
При нагревании окисляет ClF5 до ClF6PtF6.
Взаимодействует с трифторидом хлора:
{\displaystyle {\mathsf {2PtF_{6}+2ClF_{3}\ \xrightarrow {} \ 2[ClF_{2}]^{+}[PtF_{6}]^{-}+F_{2}\uparrow }}}

## Историческое значение
С помощью гексафторида платины в 1962 году Нилом Бартлеттом было впервые получено соединение благородного газа — ксенона, что разрушило представление о химической инертности «инертных» газов.